# Australidelphia
Die Australidelphia, für die bisher kein deutscher Name existiert, bilden neben den Ameridelphia eine der beiden Überordnungen innerhalb der Unterklasse der Beutelsäuger (Metatheria). Sie umfassen alle Vertreter dieser Gruppe, die in  Australien, Neuguinea und auf nahe gelegenen Inseln heimisch sind, daneben auch noch eine einzige in Südamerika lebende Art, die Chiloé-Beutelratte (Dromiciops gliroides), die in ihrer eigenen Ordnung Microbiotheria steht. Paläontologisch sind sie auch aus Antarktika überliefert.
Die Gruppe basiert neben der biogeographischen Faktenlage hauptsächlich auf molekularbiologischen Daten. Als gemeinsames morphologisches Merkmal wird eine Spezialisierung der Fußwurzelknochen in Betracht gezogen.

## Stammesgeschichte
Je nach Autor variieren die Angaben darüber, wann sich die Australidelphia von ihrer Schwestergruppe, den Ameridelphia, abgespalten haben, zwischen 128 Millionen und 61,7 Millionen Jahren. Jüngste Schätzungen gehen von einer Trennung vor etwa 75 Millionen Jahren aus. Der Großteil der Australidelphia ist dann vermutlich über Antarktika nach Australien eingewandert. Erst nach dem Aussterben der Dinosaurier vor etwa 65 Millionen Jahren konnten sie sich dort jedoch zur dominierenden Gruppe von Landtieren entwickeln. Die ersten fossilen Hinweise auf Beutelsäuger in Australien stammen allerdings erst aus der Epoche des Eozäns vor etwa 54 Millionen Jahren, eine eindeutige Zuordnung des in Südost-Queensland gemachten Fundes zu den Australidelphia ist noch nicht sichergestellt.
Die Australidelphia waren danach mit Ausnahme der südamerikanischen Microbiotheria durch die Trennung Australiens von allen anderen Kontinenten für etwa 30 Millionen Jahre vom Rest der Säugetierwelt isoliert, erst vor etwa 8 Millionen Jahren findet man mit eingewanderten Nagetieren (Rodentia) Vertreter der Höheren Säugetiere. Die Einwanderung des modernen Menschen (Homo sapiens) führte dann vor etwa 45.000 Jahren zu einem Massenaussterben, das die gesamte australische Megafauna und damit auch deren wichtigste Gruppe, die Australidelphia, erfasste.

## Fälle konvergenter Evolution
Im Vergleich der Australidelphia mit anderen Säugetiergruppen zeigen sich einige sehr interessante Fälle konvergenter Evolution. So ist es zum Beispiel sowohl bei den Ameisenbeutlern (Myrmecobius fasciatus) als auch bei den zu den Laurasiatheria gezählten Erdwölfen (Proteles cristatus) und den Erdferkeln (Orycteropus afer), die den Afrotheria angehören, zu einer starken Rückbildung der Zähne gekommen. Durch das ihnen gemeinsame Leben im Untergrund haben sich die Beutelmulle (Notoryctemorphia), die den Laurasiatheria zugehörigen echten Maulwürfe (Talpidae) und die Goldmulle (Chrysochloridae) ausgesprochen konvergent entwickelt. Ökologische Äquivalente sind dagegen Kängurus (Macropodidae) und Huftiere wie Unpaarhufer (Perissodactyla) und Paarhufer (Artiodactyla).
Interessant sind die Australidelphia außerdem, da einige Arten als passive Flieger den Luftraum erobert haben. Dies ist sogar anscheinend dreimal unabhängig voneinander geschehen: Bei den Gleitbeutlern (Petauridae), den Riesengleitbeutlern (Petauroides) und den Zwerggleitbeutlern (Acrobatidae).

## Systematik
Die Australidelphia werden hier mit fünf Ordnungen geführt:
- Die Microbiotheria umfassen mit Dromiciops lediglich eine rezente Gattung mit drei Arten, die in Chile heimisch sind.
- Die Beutelmulle (Notoryctemorphia) sind die Beuteltier-Äquivalente der Maulwürfe und umfassen zwei Arten in einer Gattung Notoryctes.
- Die Raubbeutlerartigen (Dasyuromorphia) werden in zwei lebende Familien eingeteilt: die Raubbeutler (Dasyuridae) und die Ameisenbeutler (Myrmecobiidae). Bis ins 20. Jahrhundert gab es noch eine dritte Familie Thylacinidae, die den Beutelwolf (Thylacinus cynocephalus) umfasste. Das letzte Tier starb aber 1936 in Gefangenschaft.
- Die Nasenbeutler (Peramelemorphia) umfassen rund 20 Arten, eingeteilt in drei Familien.
- Die Diprotodontia sind die artenreichste Ordnung und umfassen auch eine große Typenvielfalt: So gehören unter anderem die bekannten Kängurus (Macropodidae) und Koalas (Phascolarctos cinereus), die Wombats (Vombatidae), aber auch die drei Familien gleitender Beuteltiere hierher.

Über die Abstammungslinien innerhalb dieser Gruppe herrscht Unklarheit. Heather Amrine-Madsen präsentierte 2003 anhand molekulargenetischer Vergleiche folgendes Kladogramm (zitiert nach Kemp, 2005):
|      | Nasenbeutler (Peramelemorphia)                                                                        |
|      | |
| N.N. | \| \| Beutelmulle (Notoryctemorphia) \| \| \| \| \| \| Raubbeutlerartige (Dasyuromorphia) \| \| \| \| |
|      | \| \| Beutelmulle (Notoryctemorphia) \| \| \| \| \| \| Raubbeutlerartige (Dasyuromorphia) \| \| \| \| |
|      | Beutelmulle (Notoryctemorphia)                                                                        |
|      | |
|      | Raubbeutlerartige (Dasyuromorphia)                                                                    |
|      | |

|  | Beutelmulle (Notoryctemorphia)     |
|  |                                    |
|  | Raubbeutlerartige (Dasyuromorphia) |
|  |                                    |

|      | Nasenbeutler (Peramelemorphia)                                                                        |
|      | |
| N.N. | \| \| Beutelmulle (Notoryctemorphia) \| \| \| \| \| \| Raubbeutlerartige (Dasyuromorphia) \| \| \| \| |
|      | \| \| Beutelmulle (Notoryctemorphia) \| \| \| \| \| \| Raubbeutlerartige (Dasyuromorphia) \| \| \| \| |
|      | Beutelmulle (Notoryctemorphia)                                                                        |
|      | |
|      | Raubbeutlerartige (Dasyuromorphia)                                                                    |
|      | |

|  | Beutelmulle (Notoryctemorphia)     |
|  |                                    |
|  | Raubbeutlerartige (Dasyuromorphia) |
|  |                                    |

|      | Nasenbeutler (Peramelemorphia)                                                                        |
|      | |
| N.N. | \| \| Beutelmulle (Notoryctemorphia) \| \| \| \| \| \| Raubbeutlerartige (Dasyuromorphia) \| \| \| \| |
|      | \| \| Beutelmulle (Notoryctemorphia) \| \| \| \| \| \| Raubbeutlerartige (Dasyuromorphia) \| \| \| \| |
|      | Beutelmulle (Notoryctemorphia)                                                                        |
|      | |
|      | Raubbeutlerartige (Dasyuromorphia)                                                                    |
|      | |

|  | Beutelmulle (Notoryctemorphia)     |
|  |                                    |
|  | Raubbeutlerartige (Dasyuromorphia) |
|  |                                    |

|      | Nasenbeutler (Peramelemorphia)                                                                        |
|      | |
| N.N. | \| \| Beutelmulle (Notoryctemorphia) \| \| \| \| \| \| Raubbeutlerartige (Dasyuromorphia) \| \| \| \| |
|      | \| \| Beutelmulle (Notoryctemorphia) \| \| \| \| \| \| Raubbeutlerartige (Dasyuromorphia) \| \| \| \| |
|      | Beutelmulle (Notoryctemorphia)                                                                        |
|      | |
|      | Raubbeutlerartige (Dasyuromorphia)                                                                    |
|      | |

|  | Beutelmulle (Notoryctemorphia)     |
|  |                                    |
|  | Raubbeutlerartige (Dasyuromorphia) |
|  |                                    |

Andere Ansätze fassen hingegen die Nasenbeutler und Diprotodontia zu einem Taxon Syndactyli zusammen, was morphologisch durch die zusammengewachsene zweite und dritte Zehe der hinteren Gliedmaßen unterstützt wird, aber möglicherweise nur eine Analogie darstellt. Wieder andere Untersuchungen stellen die Chiloé-Beutelratte und die Diprotodontia in eine gemeinsame Abstammungslinie und sehen die Nasenbeutler als Schwestertaxon der übrigen Australidelphia. Eine allgemein anerkannte phylogenetische Systematik der Beutelsäuger gibt es also nicht. Erschwert wird der Versuch einer Systematisierung durch große Lücken im Fossilienbestand, so gibt es beispielsweise von den australischen Arten zwischen der Zeit vor 55 Millionen Jahren und der Zeit vor 25 Millionen Jahren, als die heutigen Ordnungen bereits weitgehend herausgebildet waren, bislang keinerlei Funde.